# Маркова Світлана Василівна
Світла́на Васи́лівна Ма́ркова (нар. 22 січня 1969, станція Дунаївці, Хмельницька область) — українська історикиня, краєзнавиця, докторка історичних наук, доцентка. Від липня 2020 року директорка Інституту дослідження Голодомору.

## Біографічні відомості
Маркова Світлана Василівна народилася 22 січня 1969 р. у смт ст. Дунаївці Дунаєвецького району Хмельницької області. В 1988 році закінчила Хмельницьке педагогічне училище. В 1994 році  – історичний факультет Чернівецького державного університету імені Юрія Федьковича.
Світлана Маркова у жовтні 1993 року на республіканській науково-практичній конференції «Голод 1932–1933 років на Хмельниччині: причини, наслідки, уроки» вперше оприлюднила результати досліджень про Голодомор-геноцид на Поділлі у доповіді «Населенні пункти прикордонної смуги Хмельниччини і злиденні 1932–1933 роки».
Протягом семи років (з 1996 року) працювала викладачем історії України Хмельницького кооперативного технікуму, заступником директора з питань гуманітарної освіти та виховання Хмельницького кооперативного технікуму, а також працювала над написанням кандидатської дисертації. Світлана Василівна досліджувала архівні матеріали, аналізувала, систематизувала, виступала на наукових зібраннях, привертаючи увагу громадськості до пролонгованих наслідків Голодомору-геноциду в Україні, зокрема на Поділлі, й Хмельниччині. Підсумком досліджень стала підготовка та успішний захист у Чернівецькому національному університеті імені Юрія Федьковича (науковий керівник доктор історичних наук, професор О. Добржанський) в 2002 році першої на Хмельниччині кандидатської дисертації на тему: «Голодомор 1932–1933 рр. на Поділлі» (досліджено перебіг, політико-правові, соціально-демографічні, суспільно-економічні наслідки Голодомору 1932–1933 років в районах Хмельниччини та Вінниччини, особливості перебігу в прикордонній смузі).
В 2002 році, на запрошення адміністрації навчального закладу МАУП, почала працювати на посаді завідувача відділом науково-дослідної роботи,  проректора з наукової роботи, першого заступника директора ХІ МАУП. Світлана Василівна ініціювала проведення низки наукових зібрань, зокрема після захисту кандидатської дисертації фундувала проведення науково-практичної конференції «Голодомор 1932–1933 рр. в Україні: історико-правові та соціально-економічні аспекти» (20 листопада 2002 р., ХІ МАУП; конференція стала щорічною). Протягом десяти років було ініційовано та організовано 18 наукових зібрань (конференції, круглі столи, панельні дискусії) у Хмельницькому, зокрема на базі Хмельницького інституту МАУП (розглядалися питання морально-психологічних, суспільно-економічних, соціально-політичних наслідків Голодомору-геноциду для української нації). Доктори історичних наук, професори Л.В. Баженов, О.М. Завальнюк, А.Г. Філінюк започаткували проведення низки наукових зібрань, зокрема краєзнавчих конференцій з тематики Голодомору до участі в яких була долучена й С.В. Маркова.
В 2003 р. Світланою Василівною було видано (за сприяння Міжрегіональної академії управління персоналом) монографію «Голодомор 1932–1933 років на Поділлі», що отримала схвальні відгуки дослідників Голодомору в Україні та була придбана публічними бібліотеками Торонто і Мюнхена. У 2006 році за системну, плідну працю отримала звання «Почесний професор Міжнародної кадрової академії».
В 2005 році громадськість відзначала 90-річний ювілей академіка Національної академії наук України Петра Тимофійовича Тронька, з яким Світлана Василівна мала плідну науково-краєзнавчу співпрацю. Працюючи в Хмельницькому інституту МАУП ініціювала випуск та підготовку 32 випуску видання «Історія України. Маловідомі імена, події, факти». В 2009 р. вступила до Національної спілки краєзнавців України.
В 2008 році розпочалася плідна науково-краєзнавча співпраця С.В. Маркової та М.П. Вавринчука, зокрема було підготовлено два розділи в Національну книгу пам’яті жертв Голодомору 1932–1933 років в Україні (Хмельницька область, Книга 1), а також монографію у співавторстві «Голодомор 1932–1933 років на Хмельниччині: причини і наслідки».
В 2008 році Світлана Василівна Маркова долучилася до реорганізації Хмельницького кооперативного технікуму, а саме створення Хмельницького кооперативного інституту. Родина Бакалець-Маркової була дотична до розбудови системи споживчої кооперації ще з 1980-х років.
У подальшому Світлана Василівна займалася новими історичними реконструкціями совєцького періоду в контексті загальноєвропейського досвіду, осмислення «тоталітарного минулого», що дозволило краще зрозуміти пролонговані наслідки комуністичного тоталітарного режиму, легітимація якого призвела до відриву України від європейської моделі політичного й економічного розвитку. На основі загальнонаукових і спеціальних методів дослідження, обґрунтувала концепт українського парагромадянського селянського суспільства. Було підготовлено 52 фахові статті в яких аналізувалися спогади мешканців Хмельниччини, соціально-економічні, суспільні зміни в регіоні тощо.
Протягом 2010–2013 рр. навчалася в докторантурі Кам’янець-Подільського національного університету імені Івана Огієнка і підготувала монографію на тему: «Суспільно-політичні зміни в українському селі у контексті формування комуністичної системи (1917–1933 рр.)» та успішно захистила докторську дисертацію в Чернівецькому національному університеті імені Юрія Федьковича. Плідна співпраця із науковим консультантом, доктором історичних наук, професором В. С. Лозовим продовжилася й надалі.
Опрацьовуючи матеріали фондів Державного архіву Хмельницької області С. Марковою було підготовлено навчально-методичний посібник для вчителів суспільних дисциплін «Насилля комуністичного режиму в Україні. Пролонговані наслідки і латентні складові Голодомору 1932–1933 рр.». У посібнику виокремлено фонди Державного архіву Хмельницької області, що є джерелом дослідження суспільних та політичних руйнацій на Хмельниччині у міжвоєнний період, зокрема в роки Голодомору-геноциду. За цей час науковицею опрацьовано та систематизовано велику базу документів (понад 10 тис. аркушів).
Протягом семи років С. В. Маркова працювала доцентом у Хмельницькому обласному інституті післядипломної педагогічної освіти на кафедрі теорії та методик викладання суспільно-гуманітарних дисциплін. Крім постійного студіювання наукових праць, учена займається просвітницькою, громадською діяльністю, організацією і проведенням наукових заходів, зокрема й краєзнавчих. У 2016 р. за її ініціативи було проведено І Міжнародну науково-практичну конференцію «Сатанів: вагоме минуле, динамічне сьогодення, впевнене майбутнє» (2016 р.); у 2019 р. – науково-практичну конференцію «Визвольні змагання українського народу 1917–1923 рр.: подвиг і драма, продовження боротьби». В 2016–2017 роках Світлана Маркова ініціювала проведення панельних дискусій: «Витоки формування та становлення громадянського суспільства в Україні: історія для сьогодення», «Насилля комуністичного та нацистського режимів в Україні. ХХ ст.» (на базі Хмельницького обласного інституту післядипломної педагогічної освіти імені Анатолія Назаренка), ініціювала встановлення перших в Хмельницькій області каменів спотикання (на території Інституту) у вінок світлої пам’яті жертв Голодомору 1932–1933 років, сталінських репресій та Голокосту.
Після захисту дисертації С. Маркова продовжила досліджувати життя старовинного подільського містечка Сатанів, зокрема надання Сатанову привілеїв на магдебурзьке право, походження назви, роль та значення жінок в історії містечка, збирати історії, міфи, легенди тощо. Для учителів та учнів шкіл Хмельницької області з метою впровадження у сучасний освітній процес інноваційних ігрових технологій та методів навчання було підготовлено авторський історичний квест «Привіт, Cześć, Шалом, ви у «Подільській Швейцарії»! і інтерактивний авторський семінар «Sometime in another realiti» (віртуальна подорож до природних територій, не змінених або мало змінених діяльністю людини). Як членкиня НСКУ Світлана Василівна, прагнучи вивести наукові дослідження на новий якісний рівень використовувала методологію історичної регіоналістики, зокрема, це дозволило проаналізувати просторові параметри існування сатанівської громади за умов урахування глобальних, регіональних, гендерних особливостей різних історичних епох. Натепер видано 4 монографії (одна у співавторстві) про історію, культуру, архітектуру, міфи, легенди Сатанова та сучасну розбудову громади.
У 2017 р. Світлана Василівна долучилася до організації наукових заходів, ініційованих Хмельницькою міською радою, зокрема організації та проведення науково-практичної конференції «Проскурів періоду Української революції 1917–1921 рр.», на якій вперше було висвітлено незнані сторінки перебування урядів Директорії у Проскурові та круглого столу «Є. М. Коновалець: життя віддане за українську націю», для вчителів було підготовлено методичні кейси.
Було підготовлено низку статей про громадсько-політичну діяльність національних меншин Поділля, економічне життя подільського села в період впровадження непу та ін. Згодом з’явилася низка публікацій С. Маркової про злочинну діяльність Подільської губернської чк як карально-репресивного інструменту нищення. Результати досліджень було репрезентовано на міжнародних та всеукраїнських наукових зібраннях.
У 2018 р., у непрості часи війни росії проти України, формування демократичної держави і громадянського суспільства фундувала ГО «Асоціація вчителів суспільних і гуманітарних дисциплін Хмельниччини», яка активно займається просвітницькою діяльністю серед учителів, студентів, учнів; зібранням спогадів, науковою роботою з учнями та студентами.
З розкриттям архівів спецслужб виникла необхідність детального опрацювання та вивчення документів спецслужб, що мають свої особливості та інформаційну специфіку. До 2000 р. справи тих, кому відповідно до ст. 2 Закону України від 17 квітня 1991 р. «Про реабілітацію жертв політичних репресій на Україні» відмовлено в реабілітації, були переміщені з «припиненого» фонду до «основного». Найбільше матеріалів обох фондів припадає на 1941–1945 рр. С. В. Марковою було опрацьовано великий масив документів фондів архіву Управління СБ України в Хмельницькій області. У процесі дослідження для більш об’єктивного аналізу стратегій виживання на тимчасово окупованих територіях було проведено ГО “Асоціація вчителів суспільних та гуманітарних дисциплін Хмельниччини”, опитування 26 цивільних осіб, котрі у роки Другої світової війни проживали на території Хмельницької області. За ініціативи Національної академії наук України Інституту історії України; Гайдельберзького університету ім. Рупрехта і Карла; Галузевого державного архіву Служби безпеки України, Державного архіву Хмельницької області було підготовлено збірник «Насильство над цивільним населенням. Хмельницька область. Документи  органів держбезпеки. 1941–1944 рр.» до авторського колективу, опрацювання архівних матеріалів була долучена й С. Маркова.
З 2020 й до 2022 року Світлана Василівна плідно працювала директором філіалу «Інститут дослідження Голодомору» Національного музею Голодомору-геноциду (далі Інститут). Історичні дослідження Голодомору-геноциду були фундаментальним напрямом у роботі Інституту та охоплювали увесь спектр наукової діяльності – від архівного пошуку історичних джерел, їхнього атрибутування, аналізу, систематизації до оприлюднення результатів дослідження у вигляді монографій, наукових статей, тез конференцій, введення до наукового обігу виявлених архівних документів у формі збірників документів і матеріалів тощо. Значна увага приділялася й краєзнавчим дослідженням. У 2021 році разом із співробітницею Інституту Іною Шугальовою було підготовлено монографію «Коли той світанок настане? Проєкти “світлого майбутнього” і “щасливого дитинства” від комуністичних творців Голодомору». Монографія написана на основі великої джерельної бази, відтворено катастрофічну ситуацію, яка склалася в дитячих будинках та інтернатах, простежено етапи формування совєцьких міфів «світлого майбутнього» і «щасливого дитинства», низка матеріалів про важке дитинство подільських дітей.
Після повернення з Києва до Хмельницького Світлана Василівна очолила науковий відділ Хмельницького кооперативного торговельно-економічного інституту. Розпочала дослідження та повернення забутих імен кооперативної інтелігенції Хмельниччини першої третини ХХ ст. С. В. Маркова проаналізувала функціонування Кам’янець-Подільського кооперативного технікуму протягом 1922 р. та з’ясувала, що на радянську освіту початку 1920-х рр., зокрема на Поділлі, ще мав позитивний пролонговано-латентний вплив чинник існування Української Народної Республіки. Було ідентифіковано перших викладачів та простежено працю в інституціях УНР. На основі аналізу історичного матеріалу показано фундування Кам’янець-Подільського кооперативного технікуму в 1922 р. та підтверджено С. Марковою, А. Матвєєвим, В. Коцюком тяглість та столітню витоковість нинішнього Хмельницького кооперативного торговельно-економічного інституту. Світлана Василівна була долучена до організації низки краєзнавчих конференцій та редагування шести наукових збірників.
В 2024 р. за сприяння Національної асоціації дослідників Голодомору-геноциду українців надруковано науково-публіцистичне видання  С. Маркової «Погляд з ХХІ століття: Хмельниччина напередодні та в роки Голодомору-геноциду 1932-1933 років».
Світланою Василівною Марковою протягом 30 років було підготовлено понад 200 краєзнавчих публікацій; 105 – фахових; 14 монографій (10 – одноосібні; 4 – у співпраці; ініційовано проведення низки наукових зібрань, в 150 зібраннях Світлана Василівна брала безпосередню участь як доповідач; була автором телевізійної програми «В апогеї зла» та низки радіопрограм про давнє містечко Сатанів. С.В. Маркова є співавторкою 5 підручників, навчальних посібників, зокрема «історія України», «Культурологія», «Голодомор 1932–1933 років: геноцид української нації», «Методика викладання у вищій школі: теоретико-прикладні аспекти навчальної дисципліни», «Анімаційні студії в рекреаційному туризмі Сатанова». Про давнє містечко Сатанів, культуру, архітектуру підготовлено 22 одноосібні наукові статті, 4 монографії.  Загальна кількість публікацій на тему Голодомору-геноциду на тепер становить 82 одноосібні наукові статті, 4 одноосібні монографії.
За невтомну працю Світлана Василівна нагороджена Державними знаками: «Відмінник освіти України» (2004 р.); «За наукові досягнення» (2007 р.); відзнакою Ради Національної безпеки та оборони України (2020 р.) за дослідження Голодомору 1932–1933 років; відзначена премією «За подвижництво у державотворенні» імені Якова Гальчевського у номінації «За науково-дослідницьку діяльність» (2011 р.). Також була нагороджена подяками: Міністра освіти і науки України (2019 р.); Прем’єр-міністра України Д. Шмигаля (2021 р.) «за вагомий особистий внесок у забезпечення розвитку музейної справи та сумлінну працю». Маркову Світлану Василівну нагороджено грамотою директора Інституту історії України НАН України В.А. Смолія за активну участь в дослідженні історії Поділля та монографію «Голодомор на Поділлі 1932-1933 років». В 2008 р. Світлана Василівна нагороджена Почесною грамотою Центру дослідження історії Поділля Інституту історії України НАН України «за багаторічні дослідження і публікацію наукових монографій про Голодомор 1932-1933 років на Поділлі-Хмельниччині і активну участь у проведенні Всеукраїнської наукової конференції «Геноцид: Голодомор 1932-1933 років на Хмельниччині. До 75-річчя трагедії». В 2022 р. Державним архівом Хмельницької області нагороджено грамотою за «популяризацію архівних документів, наукову роботу з молоддю та підготовку учасника до Всеукраїнського конкурсу з архівних джерел та становлення незалежності України». В 2023 році нагороджена почесною грамотою президії Хмельницької обласної організації Національної спілки краєзнавців України; в 2024 р. присвоєно звання «почесний краєзнавець Хмельниччини» за значний внесок у розвиток краєзнавчого руху розбудову національного краєзнавства в Хмельницькій області. В 2024 р. як голові Хмельницького осередку Національної асоціації дослідників Голодомору-геноциду від Начальника Національного університету оборони України, генерал-полковника М. Коваля було оголошено подяку за «патріотизм, активну громадянську позицію, надану благодійну допомогу Збройним Силам України, а також за підняття іміджу та престижу Української армії». Загалом – 42 грамоти і 29 подяк.
В грудні 2024 р. за вагомий внесок у розвиток архівної справи Хмельницької області рішенням Науково-методичної ради Державного архіву Хмельницької області Світлану Василівну Маркову занесено до галереї «Провідних дослідників історії Хмельниччини».
У 1984—1988 роках навчалася у Хмельницькому педагогічному училищі (м. Хмельницький), у 1988—1994 роках — на історичному факультеті Чернівецького державного університету імені Юрія Федьковича (м. Чернівці), де 26 квітня 2002 року захистила дисертацію «Голодомор 1932—1933 років на Поділлі» (науковий керівник Олександр Добржанський)  і здобула науковий ступінь кандидата історичних наук.
З 2020 року працювала на посаді директора Інституту дослідження Голодомору при Національному музеї Голодомору-геноциду.

## Нагороди
- Знак «За наукові досягнення» (2007 рік, МОН України)
- Лауреат премії «За подвижництво у державотворенні» імені Якова Гальчевського, номінація «За науково-дослідницьку діяльність» (2011 рік)
- Почесна професорка Міжнародної кадрової академії (2006 рік)
- Орден Святого Рівноапостольного князя Володимира II ступеня
- У 2020 році нагороджена відзнакою Ради Національної безпеки та оборони України
- В 2024 р. Подяка як голові Хмельницького осередку Національної асоціації дослідників Голодомору-геноциду українців "за патріотизм, активну громадянську позицію, надану благодійну допомогу Збройним Силам України, а також за підняття іміджу та престижу Української армії" від Начальника Національного університету оборони України.
- В 2024 р. занесено до галереї "Провідних дослідників історії Хмельниччини" (за вагомий внесок у розвиток архівної справи Хмельницької області).

Нагороджена грамотою Міністерства освіти і науки України за ініціативу та наполегливість, високий професіоналізм, сумлінне виконання службових обов'язків та вагомий особистий внесок у розвиток сфери освіти і науки України, а також понад 50 грамотами від голів ОДА, ОТГ (Сатанівської, Дунаївецької), директорів департаментів освіти і науки.

## Наукова діяльність
Авторка 180 статей, 12 монографій (одноосібних та у співавторстві); 2 розділів у Книзі пам'яті про жертви Голодомору 1932—1933 рр. в Україні (Хмельницька область). Основні результати майже 30-річних досліджень авторка презентувала у 110 доповідях і повідомленнях на наукових зібраннях в Україні та за її межами.
Однією з перших у місті Хмельницькому почала системно досліджувати передумови, перебіг та наслідки Голодомору 1932—1933 рр. на Поділлі та Хмельниччині. У 2002 р. виступила ініціатором проведення у м. Хмельницькому (на базі Хмельницького інституту МАУП) першої науково-практичної конференції «Голодомор 1932—1933 рр. в Україні: історико-правові та соціально-економічні аспекти» (конференція стала щорічною), організатором та співорганізатором 15 наукових зібрань із зазначеної тематики. У 2004 р. ініціювала проведення Всеукраїнської студентської науково-теоретичної конференції «Україна у сучасному геополітичному просторі: погляд молоді» (на базі XI МАУП, конференція стала щорічною).
У 2005 р. стала ініціатором проведення міжвузівської науково-теоретичної конференції «Світ та тероризм: XXI ст.», а також авторкою та ведучою на обласному телебаченні 6 програм «В апогеї зла»  (про міжнародний тероризм; злочини комуністичного режиму тощо).
Підсумком наукових досліджень Голодомору на Хмельниччині стала видана у 2008 році монографія у співавторстві з М. Вавринчуком «Голодомор 1932—1933 років на Хмельниччині: причини і наслідки».
У 2010 р. ініціювала проведення Всеукраїнської науково-практичної конференції «День Соборності України й уроки Української національної революції: сучасний контекст» (на базі МАУП).
У грудні 2010 року видала історико-краєзнавчу розвідку «Сатанів: історія, міфи та легенди».
У 2016 р. ініціювала проведення І Міжнародної науково-практичної конференції «Сатанів: вагоме минуле, динамічне сьогодення, впевнене майбутнє» (на базі Сатанівської ОТГ Хмельницької області), а також стала автором та ведучою програм на обласному радіо «Терра Хмельниччина» про життя старовинного подільського містечка Сатанів.
У 2016—2017 рр. ініціювала проведення панельних дискусій: «Витоки формування та становлення громадянського суспільства в Україні: історія для сьогодення», «Насилля комуністичного та нацистського режимів в Україні. ХХ ст.», (на базі Хмельницького обласного інституту післядипломної педагогічної роботи), а також встановлення каменів спотикання на пошану світлої пам'яті жертв Голодомору, сталінських репресій та Голокосту.
У 2017 р. долучилася до організації та проведення науково-практичної конференції «Проскурів періоду Української революції 1917—1921 рр.», на якій вперше було висвітлено незнані сторінки перебування урядів Директорії у Проскурові.

## Основні публікації
За останні 10 років, на основі сучасних загальнонаукових і спеціальних методів дослідження, обґрунтувала концепт українського парагромадянського селянського суспільства;  комплексно висвітлила та проаналізувала процес формування і функціонування елементів парагромадянського селянського суспільства на початку XX ст. та їхній злам унаслідок політики комуністичного тоталітарного режиму тощо. Підсумком наукових досліджень згаданого періоду стали 42 статті та  одноосібна монографія «Суспільні та політичні трансформації в українському селі в контексті формування тоталітарної системи (1917—1933 рр.)». Також колективна монографія «Великий перелом» на селі. Фінал селянської революції (1929—1933 рр.)", українських дослідників С. Калінкіної, С. Корновенка, Н. Романець, до якої було включено розділ Маркової С. В. «Формування „нової людини“ як засіб одержавлення селянського соціуму».
З початком російсько-української війни у 2014 році створила громадську організацію «Асоціація вчителів суспільних і гуманітарних дисциплін Хмельниччини» з метою розбудови правової держави і громадянського суспільства, для захисту правових, соціальних, творчих інтересів, сприяння підвищенню кваліфікації вчителів суспільних і гуманітарних дисциплін через проведення круглих столів, тренінгів, конференцій, панельних дискусій та інших форм професійної взаємодії.

## Праці С.В.Маркової
1. Маркова С. В. Голодомор 1932—1933 років на Поділлі. Монографія. — К.: МАУП, 2003. — 114 с.
2. Маркова С. В. Історія України: Навчально-методичний посібник /  С. В. Маркова, В. О. Парандій. — К., 2007. — 266 с.
3. Маркова С. В. Голодомор 1932—1933 рр. на Хмельниччині: як результат класової боротьби та соціального експериментаторства більшовиків у 20-30-х роках XX ст. / С. В. Маркова, М. П. Вавринчук  // Національна книга пам'яті жертв Голодомору 1932—1933 років в Україні. Хмельницька область. Кн. 1: Науково-публіцистичне видання / Редкол. : І. К. Гавчук, І. В. Гладуняк, В. Є. Берека та ін.; наук. ред. : П. Я. Слободянюк; Український інститут національної пам'яті, Хмельницька обласна державна адміністрація. — Хмельницький: Поліграфіст-2, 2008.
4. Вавринчук М. П., Маркова С. В. Голодомор 1932—1933 років на Хмельниччині: причини і наслідки / М. П. Вавринчук, С. В. Маркова. — Хмельницький, 2008. — 218 с.
5. Маркова С. Національний характер українців: дискурс початку ХХ ст. Вісник Кам’янець-Подільського національного університету імені Івана Огієнка. Історичні науки / редкол.: А. Г. Філінюк (відп. ред.) та ін. Кам’янець-Подільський: Кам’янець-Подільський національний університет імені Івана Огієнка, 2014. Вип. 7 (На пошану академіка П. Т. Тронька (до 100-річчя від дня народження). С. 219–230.
6. Маркова С. Власність на землю як фактор розвитку громадянського суспільства. Український селянин: збірник наукових праць / за ред. А. Г. Морозова. Черкаси: Черкаський національний університет ім. Б. Хмельницького, 2014. Вип. 14. С. 117–121.
7. Маркова С. В. Суспільні та політичні трансформації в українському селі в контексті формування тоталітарної системи (1917—1933 рр.): монографія // С. В. Маркова. — Кам'янець-Подільський: Видавець ПП Зволейко Д. Г. — 2015. — 544 с.
8. Маркова С. В. «Компетентнісний підхід та сучасна методологія викладання історії України в старшій школі: історико-педагогічний дискурс» (розділ) //  Післядипломна педагогічна освіта в умовах децентралізації та модернізації: регіональний аспект: монографія / За ред. В. Є. Береки. — Хмельницький ФОТ Мельник А. А., 2017. — С. 435—448.
9. Маркова С. В., Смірнов Т. В. Сатанів: історико-культурологічні нариси. — Хмельницький, 2017. — 138 с.
10. Маркова С. Сатанів: історія, міфи та легенди     (історико-культурологічні нариси, путівник з історичного     квестування).Третє видання, доповнене, виправлене. Хмельницький: Видавець     ФОП Цюпак А. А., 2018. 172 с.
11. Маркова     С. Насилля комуністичного режиму в Україні. Пролонговані наслідки і латентні складові Голодомору 1932–1933 рр. в     Україні: навчально-методичний посібник. Хмельницький: ФОП Цюпак     А. А., 2019. Вип. 19. 44 с.
12. Навчальний посібник для вчителів «Голодомор     1932-1933 років – геноцид української нації» / Авторський колектив: Д. Білий, В. Василенко, А. Козицький, Н. Лапчинська, К. Лук’янець, С. Маркова, В. Марочко, О. Мовчан, Н. Романець, Р. Подкур, В. Сергійчук, С. Старовойт, О. Стасюк, І. Шугальова. За заг. ред.: О. Стасюк.     Відповідальна за випуск: С. Маркова. Київ: Вид-во Марка Мельника, 2021. 336 с.: іл.
13. Маркова С. Держава і громадянське суспільство: історико-політологічний дискурс (для викладачів та вчителів громадянської освіти). Сучасні політичні технології: досвід та перспективи реалізації в Україні: матеріали всеукраїнської відкритої науково-практичної конференції. м. Київ, Таврійський національний університет імені В.І. Вернадського, 17 грудня 2021 р. К.: ДКС-Центр, 2021. С. 49-52.
14. Маркова С., Шугальова І. Коли той світанок     настане? Проєкти «Світлого майбутнього» і «щасливого дитинства» від     комуністичних творців Голодомору: монографія. Хмельницький: ФОП Цюпак     А.А., 2021. 156 с.: іл.
15. «Насильство над цивільним населенням Хмельницької області. Документи     органів держбезпеки 1941-1944» К.: Видавець В. Захаренко, 2022. 456     с.
16. С.В. Маркова, А. Ю. Матвєєв, В. Д. Коцюк. Освітньо-кооперативний дискурс Хмельниччини: повернені імена української інтелігенції Український селянин : зб. наук. праць / за ред. С. В. Корновенка. Черкаси : Черкаський національний університет ім. Богдана Хмельницького. Вип. 29. 2023. С. 137–144.
17. Ю. В. Телячий, С. В. Маркова, Н. І. Сарай. Формування науково-дослідницької компетентності майбутніх магістрів: прикладний аспект. Перспективи та інновації науки (Серія «Педагогіка»). № 13 (31) 2023. Київ, 2023. С. 350–356.
18. С. В. Маркова, Д. В. Костенко, С. В. Михайлова. Життєстійкість здобувачів вищої освіти в умовах війни: педагогіко-філософський дискурс. Трансформаційна економіка. № 5 (05). 2023. Видавничий дім «Гельветика», 2023. С. 87–89.
19. До методології дослідження Голодомору 1932–1933 рр.: ремінісценції українців на людиноненависницьку ідеологію кремля. Етнічна історія народів Європи : зб. наук. праць. Наукове видання Київського національного університету імені Тараса Шевченка. Вип. 73. Київ, 2024. С. 99–103.
20. В. Дияк, С. Маркова, В. Волобуєв. Концепції військового лідерства в Україні та країнах Євроатлантичного простору. Наукові інновації та передові технології (Серія «Управління та адміністрування», Серія «Право», Серія «Економіка», Серія «Психологія», Серія «Педагогіка») : журнал. 2024. №4(32) 2024. С. 928–938.
21. С. В. Маркова, В. Д. Коцюк, Д. В. Костенко. Методика викладання у вищій школі: теоретико-прикладні аспекти навчальної дисципліни. Навчальний посібник для магістрів. Хмельницький, 2024. 144 с.
22. Маркова С.В., В.В.Дияк, В.О.Парандій. Анімаційні студії в рекреаційному туризмі Сатанова. Навчальний посібник до практичних занять. Хмельницький : «Монускрипт», 2024. 132 с.
23. Маркова С., Парандій В., Коломієць О. Авторська екскурсія як підґрунтя для підготовки квест-екскурсій в туристичній анімації: досвід Хмельницького інституту МАУП. Наукові праці МАУП. Економічні науки. 2024, № 4 (76). Київ: Міжрегіональна Академія управління персоналом, 2024. С. 135–140.
24. Маркова С. Погляд з ХХІ століття: Хмельниччина напередодні та в роки Голодомору-геноциду 1932-1933 років: науково-публіцистичне видання. Хмельницький: Видавництво ПП "Монускрипт". 2024. С. 137 с.

## кваліфікації
Університет Данубіус (Словацька Республіка, грудень 2016 р.). «Інноваційні освітні технології: досвід Європейського Союзу».
У 2023 р. – міжнародне науково-педагогічне стажування у Вищій школі менеджменту інформаційних систем (м. Рига, Латвійська Республіка), тема: «Проблеми та стратегії розвитку педагогічної та психологічної освіти в Україні та країнах ЄС» (зі спеціальності «Педагогіка», обсягом 6 кредитів, 180 годин).
Голова ГО «Асоціація вчителів суспільних і гуманітарних дисциплін Хмельниччини».
Авторка тренінгів: «Психолого-педагогічні та методичні аспекти підготовки учителя та учнів до ЗНО з „Історії України“»; публічного семінару: «Анатомія „бід“ українців».